# Ş̄
Cette page contient des caractères spéciaux ou non latins. S’ils s’affichent mal (▯, ?, etc.), consultez la page d’aide Unicode.
Ş̄ (minuscule : ş̄), appelé S macron cédille, est une lettre additionnelle utilisée dans certaines romanisations KNAB.
Elle est formée d'un S diacrité par un macron et une cédille.

## Représentations informatiques
Le S macron cédille peut être représentée avec les caractères Unicode suivants :
- précomposé et normalisé (latin étendu A, diacritiques) :

| formes    | représentations | chaînes de caractères | points de code | descriptions                                         |
| --------- | --------------- | --------------------- | -------------- | ---------------------------------------------------- |
| capitale  | Ş̄               | Ş◌̄                    | U+015E U+0304  | lettre majuscule latine s cédille diacritique macron |
| minuscule | ş̄               | ş◌̄                    | U+015F U+0304  | lettre minuscule latine s cédille diacritique macron |

- décomposé et normalisé (latin de base, diacritiques) :

| formes    | représentations | chaînes de caractères | points de code       | descriptions                                                     |
| --------- | --------------- | --------------------- | -------------------- | ---------------------------------------------------------------- |
| capitale  | Ş̄               | S◌̧◌̄                   | U+0053 U+0327 U+0304 | lettre majuscule latine s diacritique cédille diacritique macron |
| minuscule | ş̄               | s◌̧◌̄                   | U+0073 U+0327 U+0304 | lettre minuscule latine s diacritique cédille diacritique macron |

## Sources
- (en) KNAB romanization systems